# Pantera/Diskografie
Diese Diskografie ist eine Übersicht über die musikalischen Werke der US-amerikanischen Metal-Band Pantera. Den Schallplattenauszeichnungen zufolge hat sie bisher mehr als 9,7 Millionen Tonträger verkauft. Ihre erfolgreichste Veröffentlichung ist das sechste Studioalbum Vulgar Display of Power mit über 2,1 Millionen verkauften Einheiten.

## Alben

### Studioalben
| Jahr | Titel Musiklabel                              | Höchstplatzierung, Gesamtwochen, AuszeichnungChartplatzierungen (Jahr, Titel, Musiklabel, Platzierungen, Wochen, Auszeichnungen, Anmerkungen) | Höchstplatzierung, Gesamtwochen, AuszeichnungChartplatzierungen (Jahr, Titel, Musiklabel, Platzierungen, Wochen, Auszeichnungen, Anmerkungen) | Höchstplatzierung, Gesamtwochen, AuszeichnungChartplatzierungen (Jahr, Titel, Musiklabel, Platzierungen, Wochen, Auszeichnungen, Anmerkungen) | Höchstplatzierung, Gesamtwochen, AuszeichnungChartplatzierungen (Jahr, Titel, Musiklabel, Platzierungen, Wochen, Auszeichnungen, Anmerkungen) | Höchstplatzierung, Gesamtwochen, AuszeichnungChartplatzierungen (Jahr, Titel, Musiklabel, Platzierungen, Wochen, Auszeichnungen, Anmerkungen) | Höchstplatzierung, Gesamtwochen, AuszeichnungChartplatzierungen (Jahr, Titel, Musiklabel, Platzierungen, Wochen, Auszeichnungen, Anmerkungen) | Anmerkungen                                                  |
| Jahr | Titel Musiklabel                              | DE | AT | CH | UK | US | AU | Anmerkungen                                                  |
| ---- | --------------------------------------------- | --- | --- | --- | --- | --- | --- | ------------------------------------------------------------ |
| 1983 | Metal Magic                                   | — | — | — | — | — | — | Erstveröffentlichung: 10. Juni 1983                          |
| 1984 | Projects in the Jungle Metal Magic            | — | — | — | — | — | — | Erstveröffentlichung: 27. Juli 1984                          |
| 1985 | I Am the Night Metal Magic                    | — | — | — | — | — | — | Erstveröffentlichung: 16. August 1985                        |
| 1988 | Power Metal Metal Magic                       | — | — | — | — | — | — | Erstveröffentlichung: 24. Juni 1988                          |
| 1990 | Cowboys from Hell Atco Records                | — | — | — | UK— GoldUK | US117 ×2Doppelplatin · (1 Wo.)US | AU— GoldAU | Erstveröffentlichung: 24. Juli 1990 Verkäufe: + 2.135.000    |
| 1992 | Vulgar Display of Power Atco Records          | DE69 (9 Wo.)DE | — | — | UK64 Gold · (4 Wo.)UK | US44 ×2Doppelplatin · (80 Wo.)US | AU— PlatinAU | Erstveröffentlichung: 25. Februar 1992 Verkäufe: + 2.277.500 |
| 1994 | Far Beyond Driven EastWest Records            | DE7 (26 Wo.)DE | AT8 (22 Wo.)AT | CH21 (9 Wo.)CH | UK3 Gold · (4 Wo.)UK | US1 Platin · (29 Wo.)US | AU1 Platin · (15 Wo.)AU | Erstveröffentlichung: 22. März 1994 Verkäufe: + 1.455.000    |
| 1996 | The Great Southern Trendkill EastWest Records | DE29 (9 Wo.)DE | AT14 (16 Wo.)AT | CH37 (3 Wo.)CH | UK17 Silber · (4 Wo.)UK | US4 Platin · (16 Wo.)US | AU2 Gold · (11 Wo.)AU | Erstveröffentlichung: 7. Mai 1996 Verkäufe: + 1.102.500      |
| 2000 | Reinventing the Steel EastWest Records        | DE18 (7 Wo.)DE | AT26 (3 Wo.)AT | CH84 (2 Wo.)CH | UK33 (2 Wo.)UK | US4 Gold · (12 Wo.)US | AU2 (4 Wo.)AU | Erstveröffentlichung: 21. März 2000 Verkäufe: + 500.000      |

### Livealben
| Jahr | Titel Musiklabel                          | Höchstplatzierung, Gesamtwochen, AuszeichnungChartplatzierungen (Jahr, Titel, Musiklabel, Platzierungen, Wochen, Auszeichnungen, Anmerkungen) | Höchstplatzierung, Gesamtwochen, AuszeichnungChartplatzierungen (Jahr, Titel, Musiklabel, Platzierungen, Wochen, Auszeichnungen, Anmerkungen) | Höchstplatzierung, Gesamtwochen, AuszeichnungChartplatzierungen (Jahr, Titel, Musiklabel, Platzierungen, Wochen, Auszeichnungen, Anmerkungen) | Höchstplatzierung, Gesamtwochen, AuszeichnungChartplatzierungen (Jahr, Titel, Musiklabel, Platzierungen, Wochen, Auszeichnungen, Anmerkungen) | Höchstplatzierung, Gesamtwochen, AuszeichnungChartplatzierungen (Jahr, Titel, Musiklabel, Platzierungen, Wochen, Auszeichnungen, Anmerkungen) | Höchstplatzierung, Gesamtwochen, AuszeichnungChartplatzierungen (Jahr, Titel, Musiklabel, Platzierungen, Wochen, Auszeichnungen, Anmerkungen) | Anmerkungen                                             |
| Jahr | Titel Musiklabel                          | DE | AT | CH | UK | US | AU | Anmerkungen                                             |
| ---- | ----------------------------------------- | --- | --- | --- | --- | --- | --- | ------------------------------------------------------- |
| 1997 | Official Live: 101 Proof EastWest Records | DE84 (1 Wo.)DE | AT46 (1 Wo.)AT | — | UK54 Silber · (1 Wo.)UK | US15 Gold · (12 Wo.)US | AU19 Gold · (3 Wo.)AU | Erstveröffentlichung: 29. Juli 1997 Verkäufe: + 595.000 |

### Kompilationen
| Jahr | Titel Musiklabel                  | Höchstplatzierung, Gesamtwochen, AuszeichnungChartplatzierungen (Jahr, Titel, Musiklabel, Platzierungen, Wochen, Auszeichnungen, Anmerkungen) | Höchstplatzierung, Gesamtwochen, AuszeichnungChartplatzierungen (Jahr, Titel, Musiklabel, Platzierungen, Wochen, Auszeichnungen, Anmerkungen) | Höchstplatzierung, Gesamtwochen, AuszeichnungChartplatzierungen (Jahr, Titel, Musiklabel, Platzierungen, Wochen, Auszeichnungen, Anmerkungen) | Höchstplatzierung, Gesamtwochen, AuszeichnungChartplatzierungen (Jahr, Titel, Musiklabel, Platzierungen, Wochen, Auszeichnungen, Anmerkungen) | Höchstplatzierung, Gesamtwochen, AuszeichnungChartplatzierungen (Jahr, Titel, Musiklabel, Platzierungen, Wochen, Auszeichnungen, Anmerkungen) | Höchstplatzierung, Gesamtwochen, AuszeichnungChartplatzierungen (Jahr, Titel, Musiklabel, Platzierungen, Wochen, Auszeichnungen, Anmerkungen) | Anmerkungen                                                    |
| Jahr | Titel Musiklabel                  | DE | AT | CH | UK | US | AU | Anmerkungen                                                    |
| ---- | --------------------------------- | --- | --- | --- | --- | --- | --- | -------------------------------------------------------------- |
| 1996 | The Singles 1991–1996 WEA         | — | — | — | — | — | AU40 (2 Wo.)AU | Erstveröffentlichung: 23. September 1996                       |
| 2003 | The Best of Pantera Rhino Records | — | — | — | UK— GoldUK | US38 Platin · (6 Wo.)US | — | Erstveröffentlichung: 23. September 2003 Verkäufe: + 1.100.000 |

Weitere Kompilationen
- 1994: Driven Downunder Tour 94
- 2010: 1990–2000: A Decade of Domination
- 2015: History of Hostility

### EPs
- 1993: Walk
- 1994: Alive and Hostile E.P.
- 1993: Hostile Moments
- 1993: Rhino Hi-Five: Pantera

## Singles
| Jahr | Titel Album                           | Höchstplatzierung, Gesamtwochen, AuszeichnungChartplatzierungen (Jahr, Titel, Album, Platzierungen, Wochen, Auszeichnungen, Anmerkungen) | Höchstplatzierung, Gesamtwochen, AuszeichnungChartplatzierungen (Jahr, Titel, Album, Platzierungen, Wochen, Auszeichnungen, Anmerkungen) | Höchstplatzierung, Gesamtwochen, AuszeichnungChartplatzierungen (Jahr, Titel, Album, Platzierungen, Wochen, Auszeichnungen, Anmerkungen) | Höchstplatzierung, Gesamtwochen, AuszeichnungChartplatzierungen (Jahr, Titel, Album, Platzierungen, Wochen, Auszeichnungen, Anmerkungen) | Höchstplatzierung, Gesamtwochen, AuszeichnungChartplatzierungen (Jahr, Titel, Album, Platzierungen, Wochen, Auszeichnungen, Anmerkungen) | Höchstplatzierung, Gesamtwochen, AuszeichnungChartplatzierungen (Jahr, Titel, Album, Platzierungen, Wochen, Auszeichnungen, Anmerkungen) | Anmerkungen                                    |
| Jahr | Titel Album                           | DE | AT | CH | UK | US | AU | Anmerkungen                                    |
| ---- | ------------------------------------- | --- | --- | --- | --- | --- | --- | ---------------------------------------------- |
| 1990 | Cowboys from Hell                     | — | — | — | UK— SilberUK | — | — | Erstveröffentlichung: 1990 Verkäufe: + 200.000 |
| 1992 | Mouth for War Vulgar Display of Power | — | — | — | UK73 (1 Wo.)UK | — | — | Erstveröffentlichung: Februar 1992             |
| 1993 | Walk Vulgar Display of Power          | — | — | — | UK35 (2 Wo.)UK | — | — | Erstveröffentlichung: 1993                     |
| 1994 | I’m Broken Far Beyond Driven          | — | — | — | UK19 (3 Wo.)UK | — | AU49 (2 Wo.)AU | Erstveröffentlichung: 15. März 1994            |
| 1994 | Planet Caravan Far Beyond Driven      | — | — | — | UK26 (3 Wo.)UK | — | — | Erstveröffentlichung: 1994                     |
| 1994 | 5 Minutes Alone Far Beyond Driven     | — | — | — | UK18 (5 Wo.)UK | — | — | Erstveröffentlichung: 7. Mai 2002              |

Weitere Singles
- 1990: Cemetary Gates
- 1990: Psycho Holiday
- 1992: This Love
- 1992: Hollow
- 1994: Becoming
- 1996: Drag the Waters
- 1996: Suicide Note
- 1996: Floods
- 1997: Where You Come From
- 1999: Cat Scratch Fever
- 2000: Revolution Is My Name
- 2000: Goddamn Electric
- 2000: I’ll Cast a Shadow
- 2012: Piss

## Videoalben und Musikvideos

### Videoalben
| Jahr | Titel Musiklabel                               | Höchstplatzierung, Gesamtwochen, AuszeichnungChartplatzierungen (Jahr, Titel, Musiklabel, Platzierungen, Wochen, Auszeichnungen, Anmerkungen) | Höchstplatzierung, Gesamtwochen, AuszeichnungChartplatzierungen (Jahr, Titel, Musiklabel, Platzierungen, Wochen, Auszeichnungen, Anmerkungen) | Höchstplatzierung, Gesamtwochen, AuszeichnungChartplatzierungen (Jahr, Titel, Musiklabel, Platzierungen, Wochen, Auszeichnungen, Anmerkungen) | Höchstplatzierung, Gesamtwochen, AuszeichnungChartplatzierungen (Jahr, Titel, Musiklabel, Platzierungen, Wochen, Auszeichnungen, Anmerkungen) | Höchstplatzierung, Gesamtwochen, AuszeichnungChartplatzierungen (Jahr, Titel, Musiklabel, Platzierungen, Wochen, Auszeichnungen, Anmerkungen) | Höchstplatzierung, Gesamtwochen, AuszeichnungChartplatzierungen (Jahr, Titel, Musiklabel, Platzierungen, Wochen, Auszeichnungen, Anmerkungen) | Anmerkungen                                                 |
| Jahr | Titel Musiklabel                               | DE | AT | CH | UK | US | AU | Anmerkungen                                                 |
| ---- | ---------------------------------------------- | --- | --- | --- | --- | --- | --- | ----------------------------------------------------------- |
| 1991 | Cowboys from Hell: The Videos Atlantic Records | — | — | — | — | US— GoldUS | — | Erstveröffentlichung: 2. April 1991 Verkäufe: + 50.000      |
| 1993 | Vulgar Video Atlantic Records                  | — | — | — | — | US— PlatinUS | — | Erstveröffentlichung: 16. November 1993 Verkäufe: + 100.000 |
| 1997 | 3 Watch It Go Elektra Records                  | — | — | — | — | US— PlatinUS | — | Erstveröffentlichung: 11. November 1997 Verkäufe: + 100.000 |
| 1999 | 3 Vulgar Videos from Hell Elektra Records      | — | — | — | — | US— PlatinUS | AU— PlatinAU | Erstveröffentlichung: 23. November 1999 Verkäufe: + 115.000 |

### Musikvideos
- 1984: All Over Tonight
- 1985: Hot and Heavy
- 1990: Cowboys from Hell
- 1990: Psycho Holiday
- 1990: Cemetary Gates
- 1991: Primal Concrete Sledge (live)
- 1991: Domination (live)
- 1992: Mouth for War
- 1992: This Love
- 1992: Walk
- 1994: I’m Broken
- 1994: 5 Minutes Alone
- 1994: Planet Caravan
- 1995: Cemetary Gates (Demon Knight-Version)
- 1996: Drag the Waters
- 2000: Revolution Is My Name
- 2012: Piss

## Statistik

### Chartauswertung
|                     | DE    | AT    | CH    | UK    | US    | AU    |
| ------------------- | ----- | ----- | ----- | ----- | ----- | ----- |
| Nummer-eins-Alben   | DE—DE | AT—AT | CH—CH | UK—UK | US1US | AU1AU |
| Top-10-Alben        | DE1DE | AT1AT | CH—CH | UK1UK | US3US | AU3AU |
| Alben in den Charts | DE5DE | AT4AT | CH3CH | UK5UK | US7US | AU5AU |

|                       | DE    | AT    | CH    | UK    | US    | AU    |
| --------------------- | ----- | ----- | ----- | ----- | ----- | ----- |
| Nummer-eins-Singles   | DE—DE | AT—AT | CH—CH | UK—UK | US—US | AU—AU |
| Top-10-Singles        | DE—DE | AT—AT | CH—CH | UK—UK | US—US | AU—AU |
| Singles in den Charts | DE—DE | AT—AT | CH—CH | UK5UK | US—US | AU1AU |

### Auszeichnungen für Musikverkäufe
| Goldene Schallplatte - Argentinien - 1993: für das Album Cowboys from Hell - 1993: für das Album Vulgar Display of Power - 2003: für das Album The Best of Pantera - Japan - 1995: für das Album Far Beyond Driven - Kanada - 1993: für das Album Vulgar Display of Power - Neuseeland - 1996: für das Album The Great Southern Trendkill - 2022: für das Album Vulgar Display of Power | Platin-Schallplatte - Dänemark - 2025: für das Album Vulgar Display of Power - Kanada - 1995: für das Album Far Beyond Driven - Neuseeland - 1995: für das Album Far Beyond Driven - 2022: für die Single Walk |

Anmerkung: Auszeichnungen in Ländern aus den Charttabellen bzw. Chartboxen sind in ebendiesen zu finden.
| Land/RegionAuszeichnungen für Musikverkäufe (Land/Region, Auszeichnungen, Verkäufe, Quellen) | Silber     | Gold       | Platin       | Verkäufe  | Quellen                                                        |
| -------------------------------------------------------------------------------------------- | ---------- | ---------- | ------------ | --------- | -------------------------------------------------------------- |
| Argentinien (CAPIF)                                                                          | —          | 3× Gold3   | —            | 80.000    | capif.org.ar (Memento vom 20. August 2011 im Internet Archive) |
| Australien (ARIA)                                                                            | —          | 3× Gold3   | 3× Platin3   | 260.000   | aria.com.au                                                    |
| Dänemark (IFPI)                                                                              | —          | —          | Platin1      | 20.000    | ifpi.dk                                                        |
| Japan (RIAJ)                                                                                 | —          | Gold1      | —            | 100.000   | riaj.or.jp                                                     |
| Kanada (MC)                                                                                  | —          | Gold1      | Platin1      | 150.000   | musiccanada.com                                                |
| Neuseeland (RMNZ)                                                                            | —          | 2× Gold2   | 2× Platin2   | 60.000    | aotearoamusiccharts.co.nz NZ2                                  |
| Vereinigte Staaten (RIAA)                                                                    | —          | 3× Gold3   | 10× Platin10 | 8.350.000 | riaa.com                                                       |
| Vereinigtes Königreich (BPI)                                                                 | 3× Silber3 | 4× Gold4   | —            | 720.000   | bpi.co.uk                                                      |
| Insgesamt                                                                                    | 3× Silber3 | 17× Gold17 | 17× Platin17 |           |                                                                |